# Dorcadion deyrollei
Dorcadion deyrollei är en skalbaggsart som beskrevs av Ludwig Ganglbauer 1884. Dorcadion deyrollei ingår i släktet Dorcadion och familjen långhorningar. Inga underarter finns listade i Catalogue of Life.